# Francis Galton
Sir Francis Galton, FRS, angleški polihistor, * 16. februar 1822, † 17. januar 1911.
Navdihnjen z Darwinovim delom je posvetil večino življenja preučevanju dednosti pri človeku, predvsem v povezavi z intelektualnimi sposobnostmi. V ta namen je razvijal statistične pristope za obdelavo rodoslovnih in anatomskih podatkov ter uvajal metodo anket. Za cilj si je zadal ustvariti boljši, močnejši britanski narod in razvijal program načrtne selekcije za širjenje želenih lastnosti »eminentnih mož«. S tem si je prislužil nadimek »oče evgenike«.
Poleg tega je kot vsestranski viktorijanski učenjak prispeval tudi k vrsti drugih področij. Pomemben je zlasti njegov prispevek k razvoju meteorologije, kjer je izdeloval vremenske karte in odkril pojav anticiklona. Udeležil se je tudi več raziskovalnih odprav v eksotične dele sveta.
Danes velja njegova zapuščina za kontroverzno zaradi režimov, ki so uporabili njegove ideje in izvajali negativno evgeniko – odstranjevanje ljudi z neželenimi lastnostmi. Galton je promoviral zlasti pozitivno evgeniko (spodbujanje ljudi z želenimi lastnostmi k produkciji potomcev), je pa v duhu časa tudi sam verjel v superiornost lastne (anglosaške) rase.